# Liga de las Américas 2015
La Liga de las Américas 2015, por razones de patrocinio DirecTV Liga de las Américas 2015, fue la octava edición del certamen continental más importante a nivel de clubes en América. Organizado por FIBA Américas, el campeón disputó contra el campeón de la Euroliga la Copa Intercontinental.
Comenzó el 16 de enero con uno de los cuatro grupos de la primera fase y finalizó el 15 de marzo con la final del campeonato.
Entre los equipos que formaron parte de esta edición del torneo, se destacó la participación del campeón defensor, el Flamengo. Además de la del campeón de la Liga Sudamericana de Clubes 2014, el Bauru; y como novedad, la del ganador del Campeonato de Clubes Campeones de Centroamérica 2014, los Leones Alcaldía de Managua.

## Modo de disputa
El torneo estuvo dividido en tres etapas, la etapa preliminar, donde participaron todos los equipos, las semifinales, donde participaron ocho equipos clasificados mediante la anterior etapa, y el cuadrangular final, donde participaron cuatro equipos clasificados de la anterior etapa.
Ronda preliminar
Los dieciséis participantes se dividieron en cuatro grupos de cuatro equipos cada uno, que disputaron en sedes designadas encuentros contra los rivales de su grupo. Los dos mejores equipos de cada grupo avanzaron de fase. Se otorgaron dos puntos por partido ganado y un punto por derrota, y para empate entre dos o más equipos se usó el "sistema olímpico", que consiste en tener en cuenta los resultados entre los equipos empatados, siendo favorable al equipo que resultó con mejor récord.
- Grupo A: 16, 17 y 18 de enero, en São José dos Campos, Brasil.
- Grupo B: 23, 24 y 25 de enero, en Cancún, México.
- Grupo C: 30 y 31 de enero, 1 de febrero, en Corrientes, Argentina.
- Grupo D: 6, 7 y 8 de febrero, en Tunja, Colombia.

Semifinales
Con formato similar a la fase previa, los ocho equipos clasificados de la ronda preliminar se dividieron en dos grupos de cuatro equipos cada uno, también en sedes designadas. Se utilizó la misma reglamentación que en la fase previa. Avanzaron dos equipos por grupo.
- Grupo E: 20, 21 y 22 de febrero, en Cancún, México.
- Grupo F: 27 y 28 de febrero, 1 de marzo, en Mar del Plata, Argentina.

Ronda final
Los cuatro equipos clasificados se emparejaron de manera tal que el primero de cada grupo se enfrentó al segundo del otro. Los ganadores avanzaron a la final por el título mientras que los perdedores definieron el tercer puesto.
- 14 y 15 de marzo, en Río de Janeiro, Brasil.

## Equipos participantes

### Plazas
| FIBA Américas:                            | Zona Norte:                                 | Zona Sur: |
| - Brasil: 2 plazas. - Nicaragua: 1 plaza. | - México: 3 plazas. - Puerto Rico: 1 plaza. | - Argentina: 2 plazas. - Brasil: 2 plazas. - Chile: 1 plaza. - Colombia: 1 plaza. - Uruguay: 1 plaza. - Venezuela: 2 plazas. |

### Equipos
Fuente: Web oficial Archivado el 8 de diciembre de 2014 en Wayback Machine.
| País                  | Equipo                                                                     | Vía de clasificación |
| --------------------- | -------------------------------------------------------------------------- | --- |
| FIBA Américas 3 cupos | Flamengo Bauru Leones Alcaldía de Managua                                  | Campeón de la Liga de las Américas 2014. Campeón de la Liga Sudamericana de Clubes 2014. Campeón del Campeonato de Clubes Campeones de Centroamérica 2014. |
| Argentina 2 cupos     | Peñarol de Mar del Plata Regatas Corrientes                                | Campeón en la Liga Nacional de Básquet 2013-14. Subcampeón en la Liga Nacional de Básquet 2013-14.                                                         |
| Brasil 2 cupos        | Paulistano São José                                                        | Subcampeón en el Novo Basquete Brasil 2013/2014. 3º en el Novo Basquete Brasil 2013/2014.                                                                  |
| Chile 1 cupo          | Leones de Quilpué                                                          | Indicado por FEBACHILE. |
| Colombia 1 cupo       | Patriotas de Boyacá                                                        | Indicado por la Federación Colombiana de Baloncesto. |
| México 3 cupos        | Halcones Rojos Veracruz Pioneros de Quintana Roo Fuerza Regia de Monterrey | Campeón de la Liga Nacional de Baloncesto Profesional 2013-2014. Subcampeón de la Liga Nacional de Baloncesto Profesional 2013-2014. Invitado.             |
| Puerto Rico 1 cupo    | Capitanes de Arecibo                                                       | Subcampeón del Baloncesto Superior Nacional 2014. |
| Uruguay 1 cupo        | Malvín                                                                     | Campeón de la Liga Uruguaya de Básquetbol 2013-14. |
| Venezuela 2 cupos     | Marinos de Anzoátegui Trotamundos de Carabobo                              | Campeón de la Liga Profesional de Baloncesto 2014. Subcampeón de la Liga Profesional de Baloncesto 2014.                                                   |

## Grupos
| Grupo A                    | Grupo B                  | Grupo C                 | Grupo D                 |
| -------------------------- | ------------------------ | ----------------------- | ----------------------- |
| Fuerza Regia de Monterrey  | Flamengo                 | Halcones Rojos Veracruz | Bauru                   |
| Leones Alcaldía de Managua | Leones de Quilpué        | Marinos de Anzoátegui   | Capitanes de Arecibo    |
| Peñarol de Mar del Plata   | Malvín                   | Paulistano              | Patriotas de Boyacá     |
| São José                   | Pioneros de Quintana Roo | Regatas Corrientes      | Trotamundos de Carabobo |

## Ronda preliminar

### Grupo A
| Pos. | Equipo                     | Pts | PJ | PG | PP | PF  | PC  | Dif |
| ---- | -------------------------- | --- | -- | -- | -- | --- | --- | --- |
| 1.   | Peñarol de Mar del Plata   | 6   | 3  | 3  | 0  | 234 | 211 | 23  |
| 2.   | São José                   | 5   | 3  | 2  | 1  | 255 | 219 | 36  |
| 3.   | Fuerza Regia de Monterrey  | 4   | 3  | 1  | 2  | 244 | 242 | 2   |
| 4.   | Leones Alcaldía de Managua | 3   | 3  | 0  | 3  | 210 | 271 | -61 |

|  | Clasificado a la siguiente fase del torneo. |

Los horarios correspondieron al huso horario de São José dos Campos, Horario de verano, UTC –2:00.
| 16 de enero, 18:00 | Peñarol de Mar del Plata                                                            | 84–72                | Fuerza Regia de Monterrey                                                                          | São José dos Campos, Brasil                                                            |  |
|                    | Parciales: 27-18, 22-19, 17-21, 18-14                                               |                      | |                                                                                        |  |
|                    | Estadísticas Justin Ray Giddens (18) Justin Ray Giddens (7) Alejandro Konsztadt (4) | Reporte Pts Reb Asts | Estadísticas Eugene Hasson Phelps (18) Lance Collin Allred Mosier (14) Demontez Jermaine Stitt (4) | Pabellón: Ginásio Lineu de Moura Árbitros: Jorge Vázquez Roberto Vázquez Pedro Vásquez |  |

| 16 de enero, 20:15 | São José                                                                                       | 100–68               | Leones Alcaldía de Managua                                                                                | São José dos Campos, Brasil                                                                     |  |
|                    | Parciales: 25-18, 30-23, 20-9, 25-18                                                           |                      | |                                                                                                 |  |
|                    | Estadísticas André Stefanelli Martins (24) Rafael Rodrigues (9) Válter Apolinário da Silva (9) | Reporte Pts Reb Asts | Estadísticas Miguel Alí Berdiel Aponte (23) Bartel Leonard López Rankin (8) Miguel Alí Berdiel Aponte (5) | Pabellón: Ginásio Lineu de Moura Árbitros: Reynaldo Mercedes Roberto Oliveros Gonzalo Salgueiro |  |

| 17 de enero, 16:00 | Leones Alcaldía de Managua                                                                                     | 67–77                | Peñarol de Mar del Plata                                                                     | São José dos Campos, Brasil                                                                  |  |
|                    | Parciales: 17-21, 21-19, 16-17, 13-20                                                                          |                      |                                                                                              |                                                                                              |  |
|                    | Estadísticas Miguel Alí Berdiel Aponte (19) Manuel Antonio Narváez Rivera (10) Joel Gabriel Muñoz Castillo (4) | Reporte Pts Reb Asts | Estadísticas Leonardo Martín Gutiérrez (18) Justin Ray Giddens (11) Adrián Héctor Boccia (6) | Pabellón: Ginásio Lineu de Moura Árbitros: Reynaldo Mercedes Gonzalo Salgueiro Pedro Vásquez |  |

| 17 de enero, 18:15 | Fuerza Regia de Monterrey                                                                             | 78–83                | São José                                                                                  | São José dos Campos, Brasil                                                               |  |
|                    | Parciales: 19-12, 21-27, 22-18, 16-26                                                                 |                      |                                                                                           |                                                                                           |  |
|                    | Estadísticas Eugene Hasson Phelps (25) Lance Collin Allred Mosier (13) Lance Collin Allred Mosier (3) | Reporte Pts Reb Asts | Estadísticas Jimmy Devon Baxter (17) Rafael Rodrigues (10) Válter Apolinário da Silva (6) | Pabellón: Ginásio Lineu de Moura Árbitros: Jorge Vázquez Roberto Vázquez Roberto Oliveros |  |

| 18 de enero, 16:00 | Fuerza Regia de Monterrey                                                                             | 94–75                | Leones Alcaldía de Managua                                                                                     | São José dos Campos, Brasil                                                                |  |
|                    | Parciales: 22-14, 29-19, 20-16, 23-26                                                                 |                      | |                                                                                            |  |
|                    | Estadísticas Michael Vincent Hunter (24) Eugene Hasson Phelps (13) Gabriel Oscar Girón Villarreal (6) | Reporte Pts Reb Asts | Estadísticas Miguel Alí Berdiel Aponte (20) Manuel Antonio Narváez Rivera (10) Joel Gabriel Muñoz Castillo (9) | Pabellón: Ginásio Lineu de Moura Árbitros: Marcos Ferreira Gonzalo Salgueiro Pedro Vásquez |  |

| 18 de enero, 18:15 | São José                                                                       | 72–73                | Peñarol de Mar del Plata                                                                   | São José dos Campos, Brasil                                                                   |  |
|                    | Parciales: 26-16, 9-19, 18-21, 19-17                                           |                      |                                                                                            |                                                                                               |  |
|                    | Estadísticas Andre Bennet Laws (19) Rafael Rodrigues (8) Andre Bennet Laws (5) | Reporte Pts Reb Asts | Estadísticas Leonardo Martín Gutiérrez (17) Justin Ray Giddens (11) Martín Darío Leiva (3) | Pabellón: Ginásio Lineu de Moura Árbitros: Reynaldo Mercedes Roberto Vázquez Roberto Oliveros |  |

### Grupo B
| Pos. | Equipo                   | Pts | PJ | PG | PP | PF  | PC  | Dif |
| ---- | ------------------------ | --- | -- | -- | -- | --- | --- | --- |
| 1.   | Flamengo                 | 5   | 3  | 2  | 1  | 288 | 237 | 51  |
| 2.   | Pioneros de Quintana Roo | 5   | 3  | 2  | 1  | 264 | 238 | 26  |
| 3.   | Malvín                   | 5   | 3  | 2  | 1  | 240 | 249 | -9  |
| 4.   | Leones de Quilpué        | 3   | 3  | 0  | 3  | 243 | 311 | -68 |

|  | Clasificado a la siguiente fase del torneo. |

Los horarios correspondieron al huso horario de Cancún, UTC –5:00.
| 23 de enero, 18:15 | Malvín                                                                                     | 74–97                | Flamengo                                                                                      | Cancún, México                                                                           |  |
|                    | Parciales: 19-24, 12-20, 22-31, 21-22                                                      |                      |                                                                                               |                                                                                          |  |
|                    | Estadísticas Kennedy Lawrence Winston (21) Joshua Joseph Asselin (7) Nicolás Mazzarino (4) | Reporte Pts Reb Asts | Estadísticas Nicolás Laprovittola (25) Cristiano Silva Felício (10) Nicolás Laprovittola (10) | Pabellón: Poliforum Benito Juárez Árbitros: Pablo Estévez Stephen Seibel Leandro Lezcano |  |

| 23 de enero, 20:30 | Pioneros de Quintana Roo                                                         | 109–83               | Leones de Quilpué                                                                          | Cancún, México                                                                            |  |
|                    | Parciales: 29-18, 24-23, 31-12, 25-30                                            |                      |                                                                                            |                                                                                           |  |
|                    | Estadísticas Shane Dominique Southwell (16) Justin Keenan (7) Denis Clemente (8) | Reporte Pts Reb Asts | Estadísticas Aaron Jovan Nelson (22) Aaron Jovan Nelson (18) Leonard Denard Washington (5) | Pabellón: Poliforum Benito Juárez Árbitros: Reynaldo Mercedes Michael Weiland Julio Anaya |  |

| 24 de enero, 18:15 | Flamengo | 110–77               | Leones de Quilpué                                                                         | Cancún, México                                                                         |  |
|                    | Parciales: 28-18, 20-23, 30-17, 32-19                                                                             |                      |                                                                                           |                                                                                        |  |
|                    | Estadísticas Walter Herrmann Heinrich (26) Carlos Alexandre Rodrigues do Nascimento (12) Nicolás Laprovittola (9) | Reporte Pts Reb Asts | Estadísticas Aaron Jovan Nelson (18) Leonard Denard Washington (6) Aaron Jovan Nelson (2) | Pabellón: Poliforum Benito Juárez Árbitros: Stephen Seibel Leandro Lezcano Julio Anaya |  |

| 24 de enero, 20:30 | Malvín | 74–69                | Pioneros de Quintana Roo                                                                                 | Cancún, México                                                                              |  |
|                    | Parciales: 23-24, 17-11, 20-18, 14-16                                                                      |                      | |                                                                                             |  |
|                    | Estadísticas Kennedy Lawrence Winston (23) Rubén Santiago Garcés Riquelme (9) Kennedy Lawrence Winston (5) | Reporte Pts Reb Asts | Estadísticas Justin Keenan (18) Héctor Humberto Hernández Gallegos (9) Brody Jensen Angley Manjarres (5) | Pabellón: Poliforum Benito Juárez Árbitros: Pablo Estévez Reynaldo Mercedes Michael Weiland |  |

| 25 de enero, 18:15 | Leones de Quilpué                                                                               | 83–92                | Malvín                                                                                               | Cancún, México                                                                          |  |
|                    | Parciales: 23-26, 18-21, 21-27, 21-18                                                           |                      | |                                                                                         |  |
|                    | Estadísticas Aaron Jovan Nelson (32) Leonard Denard Washington (9) Barham Karim Amor Alvear (3) | Reporte Pts Reb Asts | Estadísticas Kennedy Lawrence Winston (24) Rubén Santiago Garcés Riquelme (10) Nicolás Mazzarino (7) | Pabellón: Poliforum Benito Juárez Árbitros: Michael Weiland Leandro Lezcano Julio Anaya |  |

| 25 de enero, 20:30 | Pioneros de Quintana Roo                                                              | 86–81                | Flamengo | Cancún, México                                                                             |  |
|                    | Parciales: 17-31, 30-23, 23-9, 16-18                                                  |                      | |                                                                                            |  |
|                    | Estadísticas Justin Keenan (22) Stephen Gilbert Soriano Hyatt (10) Denis Clemente (6) | Reporte Pts Reb Asts | Estadísticas Walter Herrmann Heinrich (26) Carlos Alexandre Rodrigues do Nascimento (10) Nicolás Laprovittola (12) | Pabellón: Poliforum Benito Juárez Árbitros: Pablo Estévez Stephen Seibel Reynaldo Mercedes |  |

### Grupo C
| Pos. | Equipo                  | Pts | PJ | PG | PP | PF  | PC  | Dif |
| ---- | ----------------------- | --- | -- | -- | -- | --- | --- | --- |
| 1.   | Regatas Corrientes      | 6   | 3  | 3  | 0  | 222 | 183 | 39  |
| 2.   | Halcones Rojos Veracruz | 5   | 3  | 2  | 1  | 236 | 230 | 6   |
| 3.   | Paulistano              | 4   | 3  | 1  | 2  | 230 | 253 | -23 |
| 4.   | Marinos de Anzoátegui   | 3   | 3  | 0  | 3  | 208 | 230 | -22 |

|  | Clasificado a la siguiente fase del torneo. |

Los horarios correspondieron al huso horario de Corrientes, UTC –3:00.
| 30 de enero, 19:30 | Halcones Rojos Veracruz                                                                              | 89–84                | Paulistano                                                                                  | Corrientes, Argentina                                                                    |  |
|                    | Parciales: 23-23, 18-26, 25-20, 23-15                                                                |                      |                                                                                             |                                                                                          |  |
|                    | Estadísticas David Huertas Solivan (18) David Huertas Solivan (7) Francisco Javier Cruz Saldívar (4) | Reporte Pts Reb Asts | Estadísticas Cesar Luiz Fabretti Araujo (25) Renato Carbonari (6) Fernando Feres Penna (10) | Pabellón: Estadio José Jorge Contte Árbitros: Jorge Vázquez Humberto Muñoz Andrés Bartel |  |

| 30 de enero, 21:45 | Regatas Corrientes                                                                               | 63–57                | Marinos de Anzoátegui                                                                          | Corrientes, Argentina                                                                            |  |
|                    | Parciales: 21-16, 12-12, 25-12, 5-17                                                             |                      |                                                                                                |                                                                                                  |  |
|                    | Estadísticas Phillip Mc Henry Hopson (16) Marcellus Sommerville (12) Paolo Alfredo Quinteros (4) | Reporte Pts Reb Asts | Estadísticas Aaron Sinque Harper (14) Gregory Maxdier Vargas Díaz (11) Leon Edward Rodgers (2) | Pabellón: Estadio José Jorge Contte Árbitros: Roberto Vázquez Alejandro Sánchez Hernán Melgarejo |  |

| 31 de enero, 19:30 | Halcones Rojos Veracruz                                                                                    | 91–76                | Marinos de Anzoátegui                                                                                | Corrientes, Argentina                                                                      |  |
|                    | Parciales: 24-23, 25-18, 24-20, 18-15                                                                      |                      | |                                                                                            |  |
|                    | Estadísticas Devin Maurice Ebanks (22) José Israel Gutiérrez Zermeño (10) Paul Michael Stoll Hernández (6) | Reporte Pts Reb Asts | Estadísticas Leon Edward Rodgers (16) Jesús Armando Urbina Evias (5) Gregory Maxdier Vargas Díaz (3) | Pabellón: Estadio José Jorge Contte Árbitros: Roberto Vázquez Humberto Muñoz Andrés Bartel |  |

| 31 de enero, 21:45 | Paulistano                                                                                              | 70–89                | Regatas Corrientes                                                                             | Corrientes, Argentina                                                                          |  |
|                    | Parciales: 17-21, 17-15, 15-25, 21-28                                                                   |                      |                                                                                                |                                                                                                |  |
|                    | Estadísticas Cesar Luiz Fabretti Araujo (10) Arthur José da Luz Casimiro (8) Kenny Montrell Dawkins (4) | Reporte Pts Reb Asts | Estadísticas Nicolás José Brussino (17) Marcellus Sommerville (8) Phillip Mc Henry Hopson (13) | Pabellón: Estadio José Jorge Contte Árbitros: Alejandro Sánchez Jorge Vázquez Hernán Melgarejo |  |

| 1 de febrero, 19:30 | Marinos de Anzoátegui                                                                             | 75–76                | Paulistano                                                                                  | Corrientes, Argentina                                                                       |  |
|                     | Parciales: 13-25, 25-21, 18-18, 19-12                                                             |                      |                                                                                             |                                                                                             |  |
|                     | Estadísticas Gregory Maxdier Vargas Díaz (14) José Juan Bravo (8) Gregory Maxdier Vargas Díaz (3) | Reporte Pts Reb Asts | Estadísticas Desmond Holloway (27) Arthur José da Luz Casimiro (7) Fernando Feres Penna (5) | Pabellón: Estadio José Jorge Contte Árbitros: Humberto Muñoz Hernán Melgarejo Andrés Bartel |  |

| 1 de febrero, 21:45 | Regatas Corrientes                                                                       | 70–56                | Halcones Rojos Veracruz                                                                                      | Corrientes, Argentina                                                                         |  |
|                     | Parciales: 24-19, 11-16, 22-9, 13-12                                                     |                      | |                                                                                               |  |
|                     | Estadísticas Andrés Landoni (18) Phillip Mc Henry Hopson (8) Phillip Mc Henry Hopson (6) | Reporte Pts Reb Asts | Estadísticas David Huertas Solivan (14) Rodrigo Adrián Zamora Fernández (6) Paul Michael Stoll Hernández (3) | Pabellón: Estadio José Jorge Contte Árbitros: Jorge Vázquez Roberto Vázquez Alejandro Sánchez |  |

### Grupo D
| Pos. | Equipo                  | Pts | PJ | PG | PP | PF  | PC  | Dif |
| ---- | ----------------------- | --- | -- | -- | -- | --- | --- | --- |
| 1.   | Bauru                   | 6   | 3  | 3  | 0  | 284 | 200 | 84  |
| 2.   | Trotamundos de Carabobo | 5   | 3  | 2  | 1  | 232 | 241 | -9  |
| 3.   | Capitanes de Arecibo    | 4   | 3  | 1  | 2  | 213 | 207 | 6   |
| 4.   | Patriotas de Boyacá     | 3   | 3  | 0  | 3  | 208 | 289 | -81 |

|  | Clasificado a la siguiente fase del torneo. |

Los horarios correspondieron al huso horario de Tunja, UTC –5:00.
| 6 de febrero, 18:00 | Bauru | 82–71                | Capitanes de Arecibo                                                                                    | Tunja, Colombia                                                                                |  |
|                     | Parciales: 20-13, 25-14, 14-23, 23-21                                                                                |                      | |                                                                                                |  |
|                     | Estadísticas Rafael Hettsheimeir Estevao (23) Jefferson William Andrade da Silva Antônio (7) Alex Ribeiro Garcia (7) | Reporte Pts Reb Asts | Estadísticas Edward Santana Pimentel (21) Edward Santana Pimentel (10) Guillermo José Díaz González (3) | Pabellón: Coliseo Municipal de Tunja Árbitros: Alejandro Chiti Robinson Aracena Humberto Muñoz |  |

| 6 de febrero, 20:15 | Patriotas de Boyacá                                                                                       | 88–98                | Trotamundos de Carabobo                                                                                     | Tunja, Colombia                                                                           |  |
|                     | Parciales: 21-28, 29-23, 22-27, 16-20                                                                     |                      | |                                                                                           |  |
|                     | Estadísticas Horace Hanif-Yerodin Wormely (28) Corbin Michael Thomas (8) Horace Hanif-Yerodin Wormely (8) | Reporte Pts Reb Asts | Estadísticas Robert Joe Nathan Glenn (30) Clarence Keil Matthews III (11) David Alejandro Cubillán León (7) | Pabellón: Coliseo Municipal de Tunja Árbitros: Daniel Rodrigo Flavio Zavala Omar Bermúdez |  |

| 7 de febrero, 18:00 | Trotamundos de Carabobo                                                                                  | 68–92                | Bauru | Tunja, Colombia                                                                              |  |
|                     | Parciales: 13-30, 15-21, 26-18, 14-23                                                                    |                      | |                                                                                              |  |
|                     | Estadísticas Dwight Alexis Lewis Padrón (20) Clarence Keil Matthews III (7) Jhornan José Zamora Mota (3) | Reporte Pts Reb Asts | Estadísticas Jefferson William Andrade da Silva Antônio (23) Alex Ribeiro Garcia (10) Alex Ribeiro Garcia (10) | Pabellón: Coliseo Municipal de Tunja Árbitros: Daniel Rodrigo Robinson Aracena Flavio Zavala |  |

| 7 de febrero, 20:15 | Capitanes de Arecibo                                                                           | 81–59                | Patriotas de Boyacá                                                                                    | Tunja, Colombia                                                                             |  |
|                     | Parciales: 27-13, 21-15, 12-17, 21-14                                                          |                      | |                                                                                             |  |
|                     | Estadísticas David Ramón Cortés Ruiz (14) Joel Martin Jones Camacho (10) Alvin Cruz Torres (8) | Reporte Pts Reb Asts | Estadísticas Corbin Michael Thomas (20) Corbin Michael Thomas (10) Daniel Fernando Restrepo Trejos (3) | Pabellón: Coliseo Municipal de Tunja Árbitros: Alejandro Chiti Humberto Muñoz Omar Bermúdez |  |

| 8 de febrero, 18:00 | Trotamundos de Carabobo                                                                                  | 66–61                | Capitanes de Arecibo                                                                                         | Tunja, Colombia                                                                           |  |
|                     | Parciales: 12-19, 17-14, 15-9, 22-19                                                                     |                      | |                                                                                           |  |
|                     | Estadísticas David Alejandro Cubillán León (17) Andrew Kehinde Adeleke (11) Jhornan José Zamora Mota (3) | Reporte Pts Reb Asts | Estadísticas Guillermo José Díaz González (16) Edward Santana Pimentel (10) Guillermo José Díaz González (2) | Pabellón: Coliseo Municipal de Tunja Árbitros: Alejandro Chiti Robinson Aracena José Juyo |  |

| 8 de febrero, 20:15 | Patriotas de Boyacá                                                                                          | 61–110               | Bauru                                                                                      | Tunja, Colombia                                                                           |  |
|                     | Parciales: 16-27, 10-22, 16-31, 19-30                                                                        |                      |                                                                                            |                                                                                           |  |
|                     | Estadísticas Horace Hanif-Yerodin Wormely (26) Corbin Michael Thomas (9) Daniel Fernando Restrepo Trejos (3) | Reporte Pts Reb Asts | Estadísticas Guilherme Pereira Deodato (24) Murilo Becker Da Rosa (15) Ricardo Fischer (4) | Pabellón: Coliseo Municipal de Tunja Árbitros: Humberto Muñoz Flavio Zavala Omar Bermúdez |  |

### Quinteto ideal
A continuación se muestra al quinteto ideal de la primera fase del torneo.
| Posición  | Jugador                        | Equipo                   |
| --------- | ------------------------------ | ------------------------ |
| Base      | Phillip Mc Henry Hopson        | Regatas Corrientes       |
| Escolta   | Francisco Javier Cruz Saldívar | Halcones Rojos Veracruz  |
| Alero     | Walter Herrmann Heinrich       | Flamengo                 |
| Ala-pívot | Leonardo Martín Gutiérrez      | Peñarol de Mar del Plata |
| Pívot     | Rafael Hettsheimeir Estevao    | Bauru                    |

## Semifinales
El Grupo E (Semifinal #1), se disputó del 20 al 22 de febrero en el Poliforum Benito Juárez de la ciudad de Cancún, México, sede de los Pioneros de Quintana Roo; mientras que el Grupo F (Semifinal #2), se disputó del 27 de febrero al 1 de marzo en el Estadio Polideportivo Islas Malvinas de la ciudad de Mar del Plata, Argentina, casa de Peñarol de Mar del Plata. Luego de decidir las canchas se definió la composición de ambos grupos.

### Grupos
| Grupo E                  | Grupo F                  |
| ------------------------ | ------------------------ |
| Bauru                    | Flamengo                 |
| Pioneros de Quintana Roo | Halcones Rojos Veracruz  |
| Regatas Corrientes       | Peñarol de Mar del Plata |
| São José                 | Trotamundos de Carabobo  |

#### Grupo E
| Pos. | Equipo                   | Pts | PJ | PG | PP | PF  | PC  | Dif |
| ---- | ------------------------ | --- | -- | -- | -- | --- | --- | --- |
| 1.   | Bauru                    | 6   | 3  | 3  | 0  | 277 | 216 | 61  |
| 2.   | Pioneros de Quintana Roo | 5   | 3  | 2  | 1  | 234 | 221 | 13  |
| 3.   | Regatas Corrientes       | 4   | 3  | 1  | 2  | 217 | 246 | -29 |
| 4.   | São José                 | 3   | 3  | 0  | 3  | 224 | 269 | -45 |

|  | Clasificado al Final Four. |

Los horarios correspondieron al huso horario de Cancún, UTC –5:00.
| 20 de febrero, 18:15 | Bauru                                                                                                 | 90–70                | Regatas Corrientes                                                                            | Cancún, México                                                                            |  |
|                      | Parciales: 14-21, 17-14, 32-23, 27-12                                                                 |                      |                                                                                               |                                                                                           |  |
|                      | Estadísticas Rafael Hettsheimeir Estevao (18) Rafael Hettsheimeir Estevao (8) Alex Ribeiro Garcia (5) | Reporte Pts Reb Asts | Estadísticas Marcellus Sommerville (21) Pablo Aníbal Espinoza (6) Phillip Mc Henry Hopson (7) | Pabellón: Poliforum Benito Juárez Árbitros: Reynaldo Mercedes Hernán Melgarejo Jesed Díaz |  |

| 20 de febrero, 20:30 | Pioneros de Quintana Roo                                                                             | 85–71                | São José                                                                                      | Cancún, México                                                                             |  |
|                      | Parciales: 22-17, 20-15, 19-15, 24-24                                                                |                      |                                                                                               |                                                                                            |  |
|                      | Estadísticas Brody Jensen Angley Manjarres (19) Justin Keenan (11) Brody Jensen Angley Manjarres (9) | Reporte Pts Reb Asts | Estadísticas Andre Bennet Laws (18) William Fournou Drudi (11) Válter Apolinário da Silva (7) | Pabellón: Poliforum Benito Juárez Árbitros: Jorge Vázquez Robinson Aracena Michael Weiland |  |

| 21 de febrero, 18:15 | São José                                                                                   | 67–95                | Bauru                                                                                              | Cancún, México                                                                          |  |
|                      | Parciales: 17-23, 14-23, 21-23, 15-26                                                      |                      | |                                                                                         |  |
|                      | Estadísticas Andre Bennet Laws (15) William Fournou Drudi (8) André Stefanelli Martins (6) | Reporte Pts Reb Asts | Estadísticas Rafael Hettsheimeir Estevao (18) Murilo Becker Da Rosa (7) Larry James Taylor Jr. (7) | Pabellón: Poliforum Benito Juárez Árbitros: Michael Weiland Robinson Aracena Jesed Díaz |  |

| 21 de febrero, 20:30 | Regatas Corrientes                                                                              | 58–70                | Pioneros de Quintana Roo                                                                                 | Cancún, México                                                                               |  |
|                      | Parciales: 15-18, 18-14, 9-15, 16-23                                                            |                      | |                                                                                              |  |
|                      | Estadísticas Phillip Mc Henry Hopson (14) Marcellus Sommerville (9) Phillip Mc Henry Hopson (6) | Reporte Pts Reb Asts | Estadísticas Justin Keenan (21) Héctor Humberto Hernández Gallegos (7) Brody Jensen Angley Manjarres (5) | Pabellón: Poliforum Benito Juárez Árbitros: Jorge Vázquez Reynaldo Mercedes Hernán Melgarejo |  |

| 22 de febrero, 18:15 | São José                                                                                   | 86–89                | Regatas Corrientes                                                                             | Cancún, México                                                                           |  |
|                      | Parciales: 22-25, 25-14, 26-23, 13-27                                                      |                      |                                                                                                |                                                                                          |  |
|                      | Estadísticas André Stefanelli Martins (18) William Fournou Drudi (8) Andre Bennet Laws (6) | Reporte Pts Reb Asts | Estadísticas Hakeem Atiopa Rollins (27) Hakeem Atiopa Rollins (12) Phillip Mc Henry Hopson (6) | Pabellón: Poliforum Benito Juárez Árbitros: Robinson Aracena Hernán Melgarejo Jesed Díaz |  |

| 22 de febrero, 20:30 | Pioneros de Quintana Roo                                                                       | 79–92                | Bauru                                                                                                | Cancún, México                                                                              |  |
|                      | Parciales: 17-21, 24-23, 23-20, 15-28                                                          |                      | |                                                                                             |  |
|                      | Estadísticas Romel Roberto Beck Castro (28) Justin Keenan (10) Wilfredo Javier Pagán Roque (3) | Reporte Pts Reb Asts | Estadísticas Ricardo Fischer (19) Jefferson William Andrade da Silva Antônio (6) Ricardo Fischer (8) | Pabellón: Poliforum Benito Juárez Árbitros: Jorge Vázquez Reynaldo Mercedes Michael Weiland |  |

#### Grupo F
| Pos. | Equipo                   | Pts | PJ | PG | PP | PF  | PC  | Dif |
| ---- | ------------------------ | --- | -- | -- | -- | --- | --- | --- |
| 1.   | Flamengo                 | 6   | 3  | 3  | 0  | 285 | 218 | 67  |
| 2.   | Peñarol de Mar del Plata | 5   | 3  | 2  | 1  | 242 | 215 | 27  |
| 3.   | Halcones Rojos Veracruz  | 4   | 3  | 1  | 2  | 209 | 242 | -33 |
| 4.   | Trotamundos de Carabobo  | 3   | 3  | 0  | 3  | 201 | 262 | -61 |

|  | Clasificado al Final Four. |

Los horarios correspondieron al huso horario de Mar del Plata, UTC –3:00.
| 27 de febrero, 19:00 | Flamengo | 92–62                | Halcones Rojos Veracruz                                                                          | Mar del Plata, Argentina                                                                                    |  |
|                      | Parciales: 17-12, 19-18, 31-18, 25-14                                                                                               |                      |                                                                                                  | |  |
|                      | Estadísticas Marcus Vinicius Vieira de Souza (19) Carlos Alexandre Rodrigues do Nascimento (10) Marcus Vinicius Vieira de Souza (5) | Reporte Pts Reb Asts | Estadísticas Devin Maurice Ebanks (20) Marco Antonio Ramos Esquivel (5) Devin Maurice Ebanks (2) | Pabellón: Estadio Polideportivo Islas Malvinas Árbitros: Reynaldo Mercedes Michael Weiland Robinson Aracena |  |

| 27 de febrero, 21:15 | Peñarol de Mar del Plata                                                                   | 73–64                | Trotamundos de Carabobo                                                                                       | Mar del Plata, Argentina                                                                        |  |
|                      | Parciales: 18-19, 15-10, 19-19, 21-16                                                      |                      | |                                                                                                 |  |
|                      | Estadísticas Franco Nahuel Giorgetti (13) Adrián Héctor Boccia (8) Alejandro Konsztadt (5) | Reporte Pts Reb Asts | Estadísticas Clarence Keil Matthews III (16) Clarence Keil Matthews III (9) Jack Michael Martínez Ramírez (2) | Pabellón: Estadio Polideportivo Islas Malvinas Árbitros: Jorge Vázquez Jesed Díaz Andrés Bartel |  |

| 28 de febrero, 19:00 | Trotamundos de Carabobo                                                                                          | 70–105               | Flamengo                                                                                         | Mar del Plata, Argentina                                                                          |  |
|                      | Parciales: 27-29, 6-18, 19-33, 18-25                                                                             |                      |                                                                                                  |                                                                                                   |  |
|                      | Estadísticas Clarence Keil Matthews III (14) Jack Michael Martínez Ramírez (6) David Alejandro Cubillán León (2) | Reporte Pts Reb Asts | Estadísticas Walter Herrmann Heinrich (22) Cristiano Silva Felício (13) Nicolás Laprovittola (9) | Pabellón: Estadio Polideportivo Islas Malvinas Árbitros: Michael Weiland Jesed Díaz Andrés Bartel |  |

| 28 de febrero, 21:15 | Halcones Rojos Veracruz                                                                         | 63–83                | Peñarol de Mar del Plata                                                                          | Mar del Plata, Argentina                                                                                  |  |
|                      | Parciales: 19-24, 12-16, 19-15, 13-28                                                           |                      |                                                                                                   | |  |
|                      | Estadísticas Terrell Holloway (14) David Huertas Solivan (7) Francisco Javier Cruz Saldívar (3) | Reporte Pts Reb Asts | Estadísticas Luciano Nicolás Massarelli (18) Franco Nahuel Giorgetti (8) Adrián Héctor Boccia (7) | Pabellón: Estadio Polideportivo Islas Malvinas Árbitros: Reynaldo Mercedes Jorge Vázquez Robinson Aracena |  |

| 1 de marzo, 18:15 | Halcones Rojos Veracruz                                                                                              | 84–67                | Trotamundos de Carabobo                                                                                | Mar del Plata, Argentina                                                                                |  |
|                   | Parciales: 22-15, 23-14, 23-13, 16-25                                                                                |                      | | |  |
|                   | Estadísticas Paul Michael Stoll Hernández (17) José Israel Gutiérrez Zermeño (11) Francisco Javier Cruz Saldívar (4) | Reporte Pts Reb Asts | Estadísticas Pedro José Cubillán León (11) Clarence Keil Matthews III (9) Pedro José Cubillán León (4) | Pabellón: Estadio Polideportivo Islas Malvinas Árbitros: Michael Weiland Robinson Aracena Andrés Bartel |  |

| 1 de marzo, 20:30 | Peñarol de Mar del Plata                                                                   | 86–88                | Flamengo | Mar del Plata, Argentina                                                                            |  |
|                   | Parciales: 17-22, 13-23, 22-24, 34-19                                                      |                      | | |  |
|                   | Estadísticas Leonardo Martín Gutiérrez (20) Martín Darío Leiva (5) Alejandro Konsztadt (6) | Reporte Pts Reb Asts | Estadísticas Nicolás Laprovittola (18) Carlos Alexandre Rodrigues do Nascimento (9) Nicolás Laprovittola (3) | Pabellón: Estadio Polideportivo Islas Malvinas Árbitros: Reynaldo Mercedes Jorge Vázquez Jesed Díaz |  |

## Final Four
Esta etapa final concentró a los dos mejores de los 2 cuadrangulares que integraron la fase semifinal de esta edición del torneo. La sede donde se llevó a cabo fue el Gimnasio Maracanãzinho de la ciudad de Río de Janeiro, Brasil, el cual albergó el evento por segundo año consecutivo los días 14 y 15 de marzo.
El campeón de esta edición fue el Bauru de Brasil, que ganó sus dos partidos. El primero ante el Peñarol de Mar del Plata de Argentina, y el segundo a los Pioneros de Quintana Roo de México por la definición del título.
El MVP del Final Four fue Alex Garcia, de Bauru, quien en el cotejo final ante Pioneros de Quintana Roo convirtió 16 puntos, tomó 5 rebotes y dio 8 asistencias.
|  | Semifinales | Semifinales |    |         | Final        | Final       |  |
|  | 14 de marzo | 14 de marzo |    |         | 15 de marzo  | 15 de marzo |  |
|  |             |             |    |         |              |             |  |
|  |             |             |    |         |              |             |  |
|  | Bauru       | 80          |    |         |              |             |  |
|  | Peñarol     | 61          |    |         |              |             |  |
|  |             |             |    |         |              |             |  |
|  |             |             |    |         |              |             |  |
|  |             |             |    |         | Bauru        | 86          |  |
|  |             | Pioneros    | 72 |         |              |             |  |
|  |             |             |    |         |              |             |  |
|  |             |             |    |         |              |             |  |
|  |             |             |    |         | Tercer lugar |             |  |
|  |             |             |    |         |              |             |  |
|  | Flamengo    | 81          |    | Peñarol | 81           |             |  |
|  | Pioneros    | 82          |    |         | Flamengo     | 97          |  |

### Semifinales
Los horarios correspondieron al huso horario de Río de Janeiro, UTC –3:00.
| 14 de marzo, 18:00 | Bauru                                                                             | 80–61                | Peñarol de Mar del Plata                                                                      | Río de Janeiro, Brasil                                                                |  |
|                    | Parciales: 22-8, 19-21, 20-16, 19-16                                              |                      |                                                                                               |                                                                                       |  |
|                    | Estadísticas Alex Ribeiro Garcia (18) Ricardo Fischer (8) Alex Ribeiro Garcia (6) | Reporte Pts Reb Asts | Estadísticas Luciano Nicolás Massarelli (16) Adrián Héctor Boccia (7) Alejandro Konsztadt (1) | Pabellón: Gimnasio Maracanãzinho Árbitros: José Reyes Roberto Vázquez Michael Weiland |  |

| 14 de marzo, 20:15 | Flamengo | 81–82                | Pioneros de Quintana Roo                                                                                  | Río de Janeiro, Brasil                                                                   |  |
|                    | Parciales: 23-14, 19-26, 16-20, 16-14 (T.E.: 7-8)                                                                     |                      | |                                                                                          |  |
|                    | Estadísticas Marcus Vinicius Vieira de Souza (27) Jerome Dieu Donne Meyinsse (11) Marcus Vinicius Vieira de Souza (3) | Reporte Pts Reb Asts | Estadísticas Justin Keenan (25) Héctor Humberto Hernández Gallegos (12) Brody Jensen Angley Manjarres (5) | Pabellón: Gimnasio Maracanãzinho Árbitros: Reynaldo Mercedes Pablo Estévez Andrés Bartel |  |

### Definición del tercer lugar
Los horarios correspondieron al huso horario de Río de Janeiro, UTC –3:00.
| 15 de marzo, 18:00 | Peñarol de Mar del Plata                                                                           | 81–97                | Flamengo                                                                                    | Río de Janeiro, Brasil                                                              |  |
|                    | Parciales: 23-31, 20-19, 14-24, 24-23                                                              |                      |                                                                                             |                                                                                     |  |
|                    | Estadísticas Luciano Nicolás Massarelli (15) Martín Darío Leiva (7) Luciano Nicolás Massarelli (4) | Reporte Pts Reb Asts | Estadísticas Nicolás Laprovittola (24) Cristiano Silva Felício (9) Nicolás Laprovittola (9) | Pabellón: Gimnasio Maracanãzinho Árbitros: José Reyes Michael Weiland Andrés Bartel |  |

### Final
Los horarios correspondieron al huso horario de Río de Janeiro, UTC –3:00.
| 15 de marzo, 20:15 | Bauru                                                                                        | 86–72                | Pioneros de Quintana Roo                                                             | Río de Janeiro, Brasil                                                                     |  |
|                    | Parciales: 24-24, 22-17, 16-18, 24-13                                                        |                      |                                                                                      |                                                                                            |  |
|                    | Estadísticas Rafael Hettsheimeir Estevao (30) Murilo Becker Da Rosa (11) Ricardo Fischer (9) | Reporte Pts Reb Asts | Estadísticas Justin Keenan (23) Brody Jensen Angley Manjarres (5) Denis Clemente (3) | Pabellón: Gimnasio Maracanãzinho Árbitros: Reynaldo Mercedes Pablo Estévez Roberto Vázquez |  |

Bauru

Campeón

Primer título

## Líderes individuales
A continuación se muestran los líderes individuales de la Liga de las Américas 2015:
| Categoría         | Jugador                                  | Equipo                   | Media  | Partidos | Total |
| ----------------- | ---------------------------------------- | ------------------------ | ------ | -------- | ----- |
| Puntos            | Justin Keenan                            | Pioneros de Quintana Roo | 19.3   | 8        | 154   |
| Rebotes           | Carlos Alexandre Rodrigues do Nascimento | Flamengo                 | 8.1    | 8        | 65    |
| Asistencias       | Nicolás Laprovittola                     | Flamengo                 | 7.1    | 8        | 57    |
| Tapones           | Franco Nahuel Giorgetti                  | Peñarol de Mar del Plata | 1.0    | 8        | 8     |
| Robos             | Alejandro Konsztadt                      | Peñarol de Mar del Plata | 2.0    | 8        | 16    |
| % de tiros libres | André Stefanelli Martins                 | São José                 | 100.0% | 6        | 13/13 |
| % de tiros de 3   | Cesar Luiz Fabretti Araujo               | Paulistano               | 59.1%  | 3        | 13/22 |
| Tiros libres      | Justin Keenan                            | Pioneros de Quintana Roo | 4.0    | 8        | 32    |
| Tiros de 3        | Leonardo Martín Gutiérrez                | Peñarol de Mar del Plata | 3.0    | 8        | 24    |